# Johann Rudolph Glauber
Johann Rudolf Glauber (Karlstadt, 10 de marzo de 1604-Ámsterdam, 16 de marzo de 1670) fue un químico y farmacólogo alemán conocido por haber descubierto algunas propiedades medicinales en los minerales, así como por el desarrollo del sulfato sódico o sal de Glauber.

## Biografía
Johann Rudolph Glauber nació en el año 1604 en la ciudad alemana de Karlstadt (Franconia) como hijo de un barbero humilde. Ya desde pequeño muestra una gran inteligencia y un gran interés por la naturaleza y la ciencia. En su ciudad natal visita a menudo la escuela de grado para aprender allí latín, y pronto hace el aprendizaje del oficio de farmacéutico. No llega a tener una educación universitaria, ya que como él mismo dice en sus escritos:
Ich gestehe gern / dass ich niemahlen auf Hohen Schulen gewesen / auch niemahlen begert ...  Reuet mich also gantz nicht /  dass ich von Jugentt auff die Hand in die Kohlen gestecket /  und dardurch verborgen Heimblichkeiten der Natur erfahren ...
Me gustaría confesar / que nunca he ido a la escuela superior / tampoco lo he deseado nunca ...  no me arrepiento en absoluto /  que yo de joven metía la mano en los carbones /  para descubrir los secretos ocultos de la Naturaleza ...
Glauber se prepara desde muy temprana edad en lo que será en un futuro su oficio como "boticario" y constructor de espejos. Vive y trabaja durante los primeros años de su carrera en diferentes ciudades de Europa, primero visita Viena (1625), luego Salzburgo, trabaja en Gießen, Wertheim (1649-1651), Kitzingen (1651), Basilea, París, Fráncfort, Colonia y finalmente en Ámsterdam (en los periodos de tiempo que abarcan desde 1640 hasta 1644 y 1646-1649, fijando residencia finalmente a partir de 1656). En 1644 Glauber recibe el cargo de director de la botica real de Gießen. Glauber se separa de su primera mujer, alegando infidelidad. Se casa en el año 1641 con Helena Cornelius, con la que tiene ocho hijos. En 1656 se afinca definitivamente en la ciudad de Ámsterdam, ejerciendo allí de "boticario". 
En el año 1660 cae gravemente enfermo, seguramente por la continua exposición a metales pesados relacionados con su trabajo, como el Mercurio que utilizaba para los espejos y el Arsénico y antimonio que usaba en medicinas. No llega a recuperarse, su débil salud no le permite trabajar y desde 1666 Glauber permanece en cama. Poco a poco no puede mantener ni siquiera la farmacia y de esta forma en el año 1668 vende el laboratorio y parte de su biblioteca para poder mantener a la familia. 
El 16 de marzo de 1670 fallece en Ámsterdam. 
En el Westerkerk de Ámsterdam, último lugar donde residió, existe en la actualidad un monumento urbano que describe por completo su vida y obras.

## Obras
Glauber se concentró desde sus inicios en las sales ácidas y mejoró la elaboración y la concentración del ácido nítrico, y de la misma forma logró unas concentraciones más puras de ácido sulfúrico (Oleum). Descubrió el sulfato sódico (conocido como sal de Glauber) por el año 1655. Fue capaz de realizar una receta para el cloruro sódico altamente refinado. Glauber descubrió y dio nombre a la sal que lleva su nombre‚ así como a la Sal mirabilis‘ y Mirabili‘. Asimismo elaboró las recetas del azul ultramarino y del Sulfito de sodio. Hizo posible la deshidratación del sulfato de sodio. Glauber logró el desarrollo de diferentes cloruros metálicos (por ejemplo, Tricloruro de antimonio, tetracloruro de zinc, Cloruro de zinc y Tricloruro de arsénico).
Glauber tuvo una gran actividad en la producción de libros relativos al tema de la química de las sales (cerca de 40 obras sobre este tema), así como la descripción de recetas de productos químicos y farmacéuticos, llegando a alcanzar una reputación alta en este campo. Glauber desarrolló mejoras en importantes procesos de destilación. Puede decirse que Glauber es el primer "químico industrial", siendo desde luego el primer químico conocido en la historia que pudo vivir con el simple fruto de sus conocimientos de química.

## Escritos y obras (selección)
- Dess Teutschlands Wohlfahrt, 6 Tle. 1656-1661

- Operis mineralis Oder Vieler künstlichen und nutzlichen metallischen Arbeiten Beschreibung 1651-1652

- Opera omnia, 7 Tle. 1669

- De Auri Tinctura sive Auro Potabili Vero: Was solche sey/ vnnd wie dieselbe von einem falschen vnd Sophistischen Auro Potabili zu vnterscheiden vnd zu erkennen ... wozu solche in Medicina könne gebraucht werden. Beschrieben vnd an Tag gegeben Durch Joh. Rud. Glauberum 1646

- Furni Novi Philosophici Oder Beschreibung einer New-erfundenen Distilir-Kunst: Auch was für Spiritus, Olea, Flores, und andere dergleichen Vegetabilische/ Animalische/ und Mineralische Medicamenten/ damit ... können zugericht und bereytet werden, 2 Tle. 1646-1647

- Miraculum Mundi, oder Außführliche Beschreibung der wunderbaren Natur/ Art/ vnd Eigenschafft/ deß Großmächtigen Subiecti: Von den Alten Menstruum Vniversale oder Mercurius Philosophorum genandt .. - an Tag geben/ vnd jetzo auff das newe corrigiret vnd verbesert Durch Iohann Rudolph Glaubern, 7 Tle. 1653-1658

- Johann Rudolf Glauberi Apologia oder Verthaidigung gegen Christoff Farners Lügen und Ehrabschneidung, 2 Tle. 1655

- Zweyte Apologia, oder Ehrenrettung gegen Christoff Farnern, Speyerischen Thom-Stiffts Schaffnern zu Löchgaw, unmenschliche

Lügen und Ehrabschneidung 1656
- Tractatus De Medicina Universali, Sive Auro Potabili Vero. Oder Außführliche Beschreibung einer wahren Universal Medicin : wie auch deroselben Wunderbahrlichen grossen Krafft und Wirckung .. - Der jetzigen blinden Welt ... wolmeinend beschrieben und an Tag gegeben Durch Johan. Rudolph. Glauber, 2 Tle. 1657

- Tractatus de natura salium, 2 Tle. 1658-1659

- Tractatus de signatura salium, metallorum

## Eponímia
- El cráter lunar Glauber lleva este nombre en su memoria.